# Dimitrovgrad, Nga
Dimitrovgrad, Nga (tiếng Nga: Димитровград) là một thành phố Nga. Thành phố này thuộc chủ thể Ulyanovsk Oblast. Thành phố có dân số 130.871 người (theo điều tra dân số năm 2002). Đây là thành phố lớn thứ 127 của Nga theo dân số năm 2002.